# Анойя
Анойя (кат. Anoia, исп. Anoya) — район (комарка) в Испании, входит в провинцию Барселона в составе автономного сообщества Каталония.

## Муниципалитеты
1. Арженсола
2. Бельпрат
3. Эль-Брук
4. Кабрера-д’Анойя
5. Калаф (Барселона)
6. Калонже-де-Сегарра
7. Капельядес
8. Карме
9. Кастельфольит-де-Риубрегос
10. Кастельоли
11. Копонс
12. Эльс-Осталетс-де-Пьерола
13. Игуалада
14. Жорба
15. Ла-Льякуна
16. Ла-Побла-де-Кларамун
17. Ла-Торре-де-Кларамун
18. Маскефа
19. Монманеу
20. Одена
21. Орпи
22. Пьера
23. Пратс-де-Рей
24. Пужальт
25. Рубио
26. Сан-Марти-де-Тоус
27. Сан-Мартин-Сасгайолас
28. Сан-Педро-Салавинера
29. Санта-Маргарида-де-Монбуй
30. Санта-Мария-де-Миральес
31. Вальбона (Барселона)
32. Весиана
33. Виланова-дель-Ками